# تئودور نلدکه
تئودور نُلدِکه (به آلمانی: Theodor Nöldeke) ‏(زادهٔ ۲ مارس ۱۸۳۶ – درگذشتهٔ ۲۵ دسامبر ۱۹۳۰) یکی از برجسته‌ترین خاورشناسان آلمانی، قرآن‌پژوه و نویسندهٔ کتاب تاریخ قرآن به زبان آلمانی است.

## زندگی
نلدکه در سال ۱۸۳۶ میلادی در شهر هامبورگ به دنیا آمد. دوران تحصیلی خود را در آلمان گذراند و به‌ویژه تحصیلات عالی را در دانشگاه‌های گوتینگن و برلین طی کرد و نیز برای تحصیل به وین پایتخت اتریش و لیدن در جنوب هلند رفت. تئودور نلدکه، در زبان‌های سامی (عربی، سریانی، عبری و آرامی...) تخصص پیدا کرد و با زبان فارسی نیز به خوبی آشنا شد. در سال ۱۸۶۱ یعنی در ۲۵سالگی به مقام استادی در دانشگاه گوتینگن در رشتهٔ زبان‌های سامی و تاریخ اسلام نایل آمد. در سال ۱۸۷۲ به دانشگاه استراسبورگ راه یافت و در آنجا به سمت استادی مشغول به کار شد. وی نزدیک به ۹۵ سال زندگی کرد و در سال ۱۹۳۰ درگذشت.
نلدکه در میان خاورشناسان از اهمیت ویژه‌ای برخوردار است و از او با احترام یاد می‌کنند و آثارش را ارج می‌نهند.
او از خاورشناسان پژوهنده و برجسته به‌شمار می‌آید که بسیاری از خاورشناسان روزگار خویش و مستشرقان پس از خود را تحت‌تأثیر قرار داده‌است.

## آثار
مهمترین آثاری که از تئودور نلدکه به جای مانده به قرار زیر است:
- تاریخ قرآن[ت]: این کتاب در اروپا از شهرت فراوانی برخوردار شد و مورد توجه خاورشناسان قرار گرفت. او اولین کسی است که این نوع شیوهٔ پژوهش دربارهٔ آیات و سور قرآن به کار می‌برد. نلدکه به خاطر همین کتاب به دریافت جایزه‌ای از سوی آکادمی فرانسه نایل آمد. کتاب مزبور توسط سید محمد بهشتی به فارسی ترجمه شده‌است.[۲] نلدکه در کتاب «تاریخ قرآن» یک نمونه ترتیب نزول را پیشنهاد می‌کند.[۳]
- زندگانی محمد[ث]: این کتاب هر چند به‌نحو ایجاز و اختصار نوشته شده ولی نلدکه با اعتماد به مآخذ تاریخی، آن را به نگارش درآورده است. در عین حال جای نقد و نکته‌گیری در آن خالی نیست.
- تاریخ ایرانیان و عرب‌ها در زمان ساسانیان: این کتاب بخشی از تاریخ ابوجعفر طبری شمرده می‌شود که نلدکه آن را به آلمانی ترجمه کرده و با تعلیقات مفصل به چاپ رسانده‌است. کتاب به وسیله عباس زریاب خویی به فارسی برگردانده شده و از سوی انجمن آثار ملی به چاپ رسیده‌است.
- حماسه ملی ایران[ج]: این کتاب را نلدکه دربارهٔ شاهنامهٔ فردوسی نوشته و بزرگ علوی آن را به فارسی برگردانده است. سعید نفیسی در خلال مقدمه‌ای که بر آن نگاشته، خرده‌گیری‌هایی از کتاب مزبور نموده‌است.
- اساس زبانشناسی ایران[چ]: این کتاب در دو مجلد در اشتراسبورگ به چاپ رسیده‌است.
- نلدکه کتابی دربارهٔ نحو عربی و پژوهش‌هایی دربارهٔ اشعار شاعران قدیم عرب و آثار دیگری نیز از خود به جای نهاده‌است.[۴]

## واژه‌نامه
1. ↑  همچنین: نولدکه
2. ↑  Gottingen
3. ↑  Leiden
4. ↑  Geschichte des Qorans
5. ↑  Mohammads leben
6. ↑  Das Iranische Nationalepos
7. ↑  Grundriss der Iranischen philologie

## پی‌نوشت
1. ↑  Biographisch-Bibliographisches Kirchenlexikon بایگانی‌شده  در ۱۳ مارس ۲۰۰۸ توسط Wayback Machine (بازدید ۲۲ ژوئن ۲۰۰۸)
2. ↑  «دایرئ المعارف قرآن یک الگوست». روزنامهٔ ایران. دریافت‌شده در ۲۵ ژوئن ۲۰۱۹.
3. ↑  «تاریخ‌القرآن، تئودور نلدکه، ترجمهٔ (عربی) جرج تامر، ۲۰۰۴، بیروت، صص ۵۴–۵۵» (PDF). بایگانی‌شده از اصلی (PDF) در ۲۹ مه ۲۰۰۸. دریافت‌شده در ۳ آوریل ۲۰۰۸.
4. ↑  «زندگی و آثار تئودور نلدکه؛ وبگاه بلاغ». بایگانی‌شده از اصلی در ۲۲ اکتبر ۲۰۰۷. دریافت‌شده در ۲۳ آوریل ۲۰۰۸.